# L'Oiseau mécanique
L'Oiseau mécanique est une œuvre de Philolaos. C'est l'une des œuvres d'art de la Défense, en France.

## Historique
L'œuvre est installée en 1972.